# Anna Judic

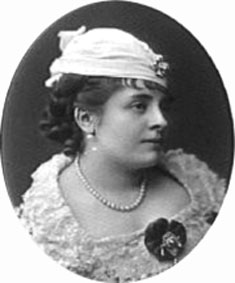
Anna Judic, Photographie von Nadar, 1875

Anna Judic, eigentlich Anne Damiens (* 17. Juli 1850 in Semur-en-Auxois; † 14. Oktober 1911 in Golfe-Juan, Gemeinde Vallauris, Département Alpes-Maritimes) war eine französische Opernsängerin (Sopran).

## Leben
Judic wurde Verkäuferin in einem Weißwarengeschäft und besuchte, als sich bei ihr ein ausgesprochenes Talent für das Theater bemerkbar machte, das Konservatorium in Paris, wo sie unter Regnier Gesang studierte.
Sie debütierte 1867 in einer kleinen Partie, sang darauf im Café-Concert Eldorado, 1871 in Belgien und trat, nach Paris zurückgekehrt, 1872 erst an den Folies Bergère, dann von Jacques Offenbach engagiert am Gaité-Theater und schließlich an den Bouffes-Parisiens auf.
Die beiden letztgenannten Theater wurden die Stätten ihres Ruhms. Später trug sie viel zur Blüte des Théâtre des Variétés bei; die schöne Helena, Perichole, Niniche, Roussotte und ähnliche Partien zählen zu ihren Glanzleistungen. Judic war in London und Sankt Petersburg genauso erfolgreich wie in Paris.